# Список літературних премій України
Список літературних премій України містить перелік державних й приватних українських премій за літературні досягнення, що надаються україномовним письменникам від початківців та перекладачів до тих, що пишуть твори іноземною мовою.

## Перелік
| Назва                                                                           | Роки заснування/існування | Надається за/Номінації | Рівень |
| ------------------------------------------------------------------------------- | ------------------------- | --- | --- |
| Національна премія України імені Тараса Шевченка                                | 1961                      | за найвидатніші твори літератури і мистецтва, публіцистики і журналістики. Номінації: художня література, документальна та науково-критична література | |
| Премія фонду Тараса Шевченка «У своїй хаті своя й правда і сила, і воля»        | 1994                      | за багаторічний подвижницький або вагомий внесок у відродження та розбудову Української держави | премія всеукраїнського значення |
| Мала Шевченківська премія                                                       | 1997-1999                 | за найкращий творчий дебют | |
| Літературна премія імені Лесі Українки                                          | 1971                      | дитячі твори | Премія Кабінету Міністрів України |
| Премія імені Максима Рильського                                                 | 1973                      | за найкращий переклад | Національна спілка письменників України |
| Премія фундації Антоновичів                                                     | 1981                      | україномовна книга, дослідження з українознавства | |
| Премія Бу-Ба-Бу «За найкращий вірш року»                                        | 1988-1999                 | | |
| Гранослов                                                                       | 1991                      | переклади й перекладознавчі праці | |
| Літературна премія імені Володимира Сосюри                                      | 1993                      | поетам, прозаїкам, драматургам, літературним критикам, краєзнавцям, які пишуть українською мовою та пропагують життя та творчість відомого українського поета, уродженця Донеччини Володимира Сосюри | |
| Літературний конкурс видавництва «Смолоскип»                                    | 1993                      | Номінації: поезія, проза, дитяча книжка та дослідження | премії недержавних організацій |
| Всеукраїнська літературно-мистецька премія імені Степана Руданського            | 1994                      | книги письменників-сатириків і гумористів, у яких продовжуються традиції Степана Руданського | премія Вінницької обласної ради |
| Літературна премія імені Богдана-Ігоря Антонича «Привітання життя»              | 1994                      | за поетичні твори молодим авторам, які пишуть українською мовою і вік яких не більше, ніж 28 років | премія недержавних організацій |
| Літературна премія імені Василя Мисика                                          | 1995                      | за поетичні книги та переклади поетичних творів з інших мов | спілка письменників України |
| Молоде вино                                                                     | 1997                      | поезія | |
| Премія імені Василя Стефаника                                                   | 1998                      | за твори літератури, мистецтва, архітектури та журналістики | премія Івано-Франківської області |
| Золотий Бабай                                                                   | 1999                      | за гостросюжетний роман | |
| Книжка року                                                                     | 1999                      | Номінації: Хрестоматія, Красне письменство, Софія, Минувшина, Обрії, Дитяче свято, Візитівка, Видавничий імідж, Найактивніші автори | |
| Коронація слова                                                                 | 1999                      | вручають українським письменникам-романістам які видали твори українською або в перекладі українською мовою у форматі паперової книжки сукупним накладом понад 100 тис. примірників за період від початку 2000-го року до теперішнього часу | |
| Золоті письменники України                                                      | 2012                      | | |
| Літературна премія імені Бориса Нечерди                                         | 1999                      | за самобутні художні відкриття та утвердження нових напрямків в українській поезії | |
| Міжнародна літературна премія імені Миколи Гоголя                               | 1999                      | | |
| Просто так                                                                      | 2000                      | поезія, проза, літературна критика, гумор й сатира і твори для дітей | |
| Київська обласна літературна премія імені Григорія Косинки                      | 2001                      | поезія, проза, драма та літературна критика осіб, які постійно проживають у Київській області | обласна премія Київської областї |
| Щорічна літературно-мистецька премія імені Володимира Малика                    | 2001                      | «Література і публіцистика»; «Краєзнавство і народна творчість»; «Мистецтво і монументальна скульптура». | |
| Літературна премія імені Володимира Свідзінського                               | 2001                      | за нові поезії, які стали взірцем глибинного ліризму в дусі традицій Володимира Свідзінського і помітним явищем сучасної української поезії | Ліги українських меценатів та журналу «Київ» |
| Премія імені Григорія Сковороди                                                 | 2001                      | за найкращий переклад із французької мови на українську | |
| Міжнародна літературно-мистецька премія імені Григорія Сковороди                | 1991                      | в галузі літератури та мистецтва для відзначення заслуг у справі популяризації ім'я класика літератури, філософа Григорія Савовича Сковороди | заснована Українським фондом культури |
| Літературна премія імені Вадима Коваля                                          | 2002                      | поезія Чернівецьких авторів | |
| Книга року Бі-Бі-Сі                                                             | 2005                      | україномовна книга | |
| Літературна премія імені Анатолія Єрмака                                        | 2005                      | найкращий публіцистичний твір «Що таке національна ідея та патріотизм» | премія всеукраїнського значення |
| Міжнародна премія імені Івана Франка                                            | 2015                      | за наукові відкриття, здобутки та заслуги науковців світу у галузі україністики та соціально-гуманітарних наук. | |
| Премія НАН України імені І. Я. Франка                                           | 1981                      | за видатні роботи в галузі філології, етнології та мистецтвознавства (відділення літератури, мови та мистецтвознавства) | |
| Премія імені Івана Франка (НСПУ)                                                | 1991                      | за переклади та популяризацію української літератури за кордоном | |
| Міська премія імені Івана Франка в галузі літератури та журналістики            | 2000                      | | міська премія Івано-Франківська |
| Премія імені Івана Франка у галузі інформаційної діяльності                     | 2004                      | присуджують авторам нових оригінальних публіцистичних творів у галузі інформаційної діяльності | присуджує Державний комітет телебачення і радіомовлення України |
| Літературно-мистецька премія імені Ольги Кобилянської                           | 2006                      | за найкращий літературний, художній або публіцистичний твір, наукову розвідку про життєдіяльність сучасної жінки в Україні, становище її в суспільстві, ситуацію щодо гендерної політики в державі | газета «Буковинське віче», м. Чернівці |
| «Найкраща українська книга» від журналу «Кореспондент»                          | 2006                      | Номінації: документалістика, белетристика | |
| Золотий лелека                                                                  | 2007                      | Номінації: літературна казка, пригодницька повість | |
| ЛітАкцент року                                                                  | 2008                      | Номінації: художня книга, гуманітаристика та "Золота булька" | |
| Гоголівська премія Національної спілки письменників України                     | 2008                      | українським російськомовним письменникам | |
| Премія Валерія Шевчука                                                          | 2011                      | за найкращу книгу прози, видану українською мовою за попередній календарний рік, вручається щороку в квітні на спеціальній урочистій церемонії в Інституті філології та журналістики Житомирського державного університету | |
| Міжнародна літературна премія імені Олеся Ульяненка                             | 2012                      | Премія присуджується щорічно за найкращі твори, які відповідають таким критеріям: а) якість тексту; б) схильність до позитивної асоціальності автора; в) нонконформістська життєва позиція автора | Премія Спілки письменників міжнаціональної згоди ФРН |
| Премія імені Юрія Шевельова                                                     | 2013                      | есеїстика | |
| Книжкова премія “Еспресо. Вибір читачів”                                        | 2017                      | Номінації "Література для дорослих" та "Література для дітей". | |
| Літературна премія Видавництва книг "Лілія"                                     | 2018                      | поезія, проза, літературна критика, гумор й сатира і твори для дітей | |
| Літературна премія імені Платона Воронька                                       | 2018                      | найкраща книжка для наймолодших читачів (дошколят та малих школярів) з-поміж виданих за два останні роки. Номінації: вірші; проза. | |
| Літературна премія імені Івана Чендея                                           | 2018                      | Номінації "Мала проза", "Чендеєзнавство" | |
| Літературна премія Ірпеня                                                       | 2020                      | Номінації: проза, поезія, спеціальна премія література для дітей (саме в Ірпені жив письменник, автор “Пригод Незнайка” Микола Носов), премія “За вже видані книги українських авторів” та нова номінація “За кращий літературний твір військовослужбовця або ветерана війни з росією” | премії недержавних організацій |
| Літературна премія імені Василя Юхимовича                                       |                           | за вагомий внесок у розвиток української літератури, поезії, прози та літературної критики | |
| Всеукраїнська літературно-мистецька премія «Київська книга року»                | 2022                      | Заснована та проводиться Інститутом політико-правових та релігійних досліджень та є однією з форм підвищення ролі мистецтва в України. Номінації: художня література; молодіжна література; література для юнацтва; дитяча література; наукова література; історична література; популярна література; література у галузі кіномистецтва; література у галузі музичної композиції; література у галузі театрального мистецтва; література у галузі образотворчого мистецтва; література у галузі журналістики; література у галузі народного декоративного мистецтва; художнє оформлення книжок та ін. | премія всеукраїнського значення |
| Літературна премія імені Григорія Кочура                                        | 2010                      | за найкращі переклади українською мовою визначних творів світової поезії та вагомі перекладознавчі праці в царині українського художнього перекладу | премія Міністерства культури України |
| Літературна премія Нестора Літописця                                            |                           | | |
| Обласна літературна премія імені Євгена Маланюка                                | 2002                      | за високохудожні твори у жанрах поезії, прози, драматургії, літературознавства та перекладу, спрямовані на утвердження ідеалів гуманізму та української національної ідеї, патріотизму, високих духовних цінностей, збагачення історичної спадщини народу та становлення української державності | обласна премія Кіровоградської областї |
| Премія імені Бориса Грінченка                                                   |                           | | |
| Обласна премія імені Самійла Величка                                            |                           | | |
| Літературна «Русинська премія року»                                             |                           | | |
| Літературна премія імені Олекси Тихого                                          |                           | | |
| Літературний конкурс «Рукомесло»                                                |                           | | |
| Премія «Дебют року»                                                             |                           | | |
| Літературна премія фундації Івана Багряного                                     | 1996                      | за літературні твори українською мовою, наукові дослідження за визначний внесок у розбудову державної незалежності України та консолідацію суспільства. | міжнародна премія |
| Премія імені Олеся Білецького                                                   | 1986                      | за критичні, літературознавчі та мистецтвознавчі праці. | премія недержавних організацій |
| Премія «Смарагдова ліра»                                                        | 2004                      | за створення значних художніх творів у різних жанрах літератури і мистецтва, опублікованих у засобах масової інформації або виданих окремо, що талановито висвітлюють життя, духовний світ і високу мораль прикордонників. | премія ДПСУ |
| Благовіст                                                                       | 1993                      | присуджують авторам найкращих творів української літератури, виданих протягом попереднього року. | премія всеукраїнського значення, НСПУ |
| Премія «Звук павутинки» імені Віктора Близнеця                                  | 2003                      | за найкращі твори для дітей | премія всеукраїнського значення, започаткована Міжнародним фондом імені Ярослава Мудрого |
| Премія імені Анатолія Бортняка                                                  | 2010                      | за найкращу поетичну книгу року. | премія недержавних організацій |
| Полтавська обласна премія імені Леоніда Бразова                                 | 2007                      | за досягнення в галузі сучасної української літератури | обласна премія |
| Міжнародна премія імені Володимира Винниченка                                   | 1990                      | за особливі досягнення в літературі, мистецтві та благодійницькій діяльності | міжнародна премія |
| Міська молодіжна літературно-мистецька премія імені М. С. Вінграновського       | 1993                      | за творчі здобутки або твори, надруковані або оприлюднені в інший спосіб упродовж року присудження премії, і які стали значною подією в культурному та мистецькому житті Білої Церкви | премія міської ради м. Біла Церква |
| Премія імені Леоніда Вишеславського                                             | 2007                      | за досягнення у філософській ліриці в номінаціях — «Українська мова» і «Російська мова» | премія недержавних організацій |
| Премія імені Остапа Вишні                                                       | 1983                      | за гумористичні та сатиричні прозові твори | спілка письменників України |
| Премія імені Ірини Вільде                                                       | 2007                      | за визначні літературні здобутки, новаторство в українській прозі різних жанрів, сприяння сучасному літературному процесу в Україні. | премія всеукраїнського значення |
| Премія імені Кузьми Галкіна                                                     | 1968                      | | |
| Премія імені Леоніда Глібова                                                    | 2000                      | за найкращу збірку чи добірку байок | премія недержавних організацій |
| Премія імені М.В. Гоголя                                                        | 2009                      | за найкращі літературно-мистецькі твори, що наслідують традиції творчості М. В. Гоголя | премія Міністерства культури України |
| Премія імені Миколи Гоголя «Тріумф»                                             | 1998                      | | міжнародна премія |
| Премія імені Олеся Гончара                                                      | 1998                      | за найкращу книгу прози | премія Міністерства культури України, Державного комітету у справах національностей та міграції і Національної спілки письменників України. |
| Міжнародна премія імені Олеся Гончара                                           | 1996                      | номінації: «Проза (роман, повість)», «Мала проза (цикл оповідань, новел)», «Поезія», «Літературознавча праця, присвячена творчості Олеся Гончара», «Публіцистика» | міжнародна премія |
| Премія імені Юрія Горліса-Горського                                             | 2012                      | за утвердження національних цінностей у житті українського народу | премія недержавних організацій |
| Всеукраїнська літературно-мистецька премія імені Євгена Гуцала                  | 2000                      | за творчі здобутки, пов'язані з українським Поділлям. | премії недержавних організацій |
| Літературна премія імені Дмитра Загула                                          | 1990                      | за видатні заслуги в галузі літератури й за пропаганду творчості буковинського поета | премії недержавних організацій |
| Премія імені Шолом-Алейхема                                                     | 2009                      | за найкращі літературно-мистецькі твори, які популяризують духовно-культурні надбання українського та єврейського народів | премія Міністерства культури України |
| Всеукраїнська літературна премія імені Зореслава                                | 2008                      | за патріотичні літературні твори (поезію і прозу) та наукові праці, які відкривають маловідомі сторінки української історії та культури | премія всеукраїнського значення |
| Літературна премія імені Юрія Яновського                                        | 1982                      | за найкращі твори в галузі новелістики | премія Компаніївської районної ради |
| Літературна премія «Великий Їжак»                                               | 2011                      | за найкращу книгу для дітей українською мовою. | недержавна премія |
| Літературний конкурс імені Володимира Кобилянського                             | 1996                      | за найкращі твори для дітей (у тому числі рукописів творів). | спілка письменників України |
| Літературна премія імені Володимира Короленка                                   | 1990—2021                 | за кращу книгу прози та творів для дітей і юнацтва російськомовним авторам | спілка письменників України |
| Премія імені В'ячеслава Чорновола                                               | 2004                      | за найкращу публіцистичну роботу в галузі журналістики | спілка письменників України |
| Літературна премія імені Михайла Чабанівського                                  | 2006                      | номінації «Проза» і «Публіцистика» | |
| Полтавська обласна премія імені Івана Котляревського                            | 2007                      | номінаціях: «Театральна діяльність», «Слово», «Музично-пісенна творчість», «Поетичний твір», «Сучасна проза», «Медіапроект», «Подія року» | заснована Полтавською обласною радою |
| Всеукраїнська літературна премія імені Михайла Коцюбинського                    | 1981                      | за високохудожні доробки, що звеличують гуманістичні ідеали | премія Вінницької обласної державної адміністрації |
| Чернігівська обласна премія імені Михайла Коцюбинського                         | 1992                      | Присуджується у шести номінаціях: «Поезія», «Проза», «Народознавство», «Декоративне та образотворче мистецтво», «Театральне мистецтво», «Музичне мистецтво». | премія Чернігівської областї |
| Волинська обласна премія імені Агатангела Кримського                            | 1992                      | Присуджується за досягнення в галузі художньої літератури (поезія, проза, драматургія, переклади), документальної і науково-критичної літератури (естетика, літературознавство, мистецтвознавство, критика, мемуаристика, біографії, публіцистика, журналістика) | обласна премія Волинської областї |
| Літературно-мистецька премія «Кришталева вишня»                                 | 1995                      | за здобутки у літературі та мистецтві з метою заохочення літературної та мистецької творчості подолян | премія Вінницької області |
| Літературна премія імені Василя Юхимовича                                       | 2008                      | за вагомий внесок у розвиток української літератури, поезії, прози, публіцистики та літературної критики | премії недержавних організацій |
| Всеукраїнська літературно-мистецька премія імені Братів Богдана та Левка Лепких | 1991                      | | премія всеукраїнського значення |
| Премія «Ars translacionis» («Мистецтво перекладу») ім. М. Лукаша                | 1989                      | за найкращі переклади й перекладознавчі праці, опубліковані за рік на сторінках журналу. | премія всеукраїнського значення |
| Премія імені Андрія Малишка                                                     | 1982                      | за кращу добірку поезій, опубліковану в журналі "Дніпро", або збірку віршів. | премія всеукраїнського значення |
| Премія імені Джеймса Мейса                                                      | 2008                      | присуджують авторам нових публіцистичних творів, що сприяють утвердженню історичної пам'яті українського народу, його національної самосвідомості та самобутності, визнання Голодомору 1932—1933 років геноцидом проти українців. | премії недержавних організацій - газета «День» |
| Літературна премія імені Тараса Мельничука                                      | 1996                      | за видатні літературно-художні твори, котрі сприяють духовному росту громадян і здобули широке громадське визнання | премія Коломиї |
| Літературна премія «Князь роси» імені Тараса Мельничука                         | 1996                      | за досягнення в поетичній творчості | заснована «Буковинським журналом» (Чернівці) та Коломийським літературним товариством «Плин» |
| Літературна премія імені Миколи Куліша                                          | 2002                      | номінації: художня література (поезія, проза, драматургія); публіцистична література (актуальної суспільно важливої тематики); літературознавство. | обласна літературна премія Херсонської області |
| Премія імені Панаса Мирного                                                     | 1999                      | за найкращі здобутки, які утверджують гуманістичні й національні ідеали, ідеї незалежності України, духовні цінності українського народу та є вагомим внеском у національно-культурне відродження Полтавщини та Української держави в цілому. | обласна премія Полтавської областї |
| Літературна премія імені Миколи Трублаїні                                       | 1966                      | за найкращі твори для дітей і юнацтва | обласна премія Вінницької області |
| Міська літературно-мистецька премія імені І. С. Нечуя-Левицького                | 1991                      | за найкращі здобутки у галузі літератури | премія міської ради міста Біла Церква |
| Літературно-мистецька премія імені Івана Нечуя-Левицького                       | 1993                      | за високохудожнє оригінальне втілення українського національного характеру в творах літератури та мистецтва | засновано Українським фондом культури та київським Українським Домом |
| Літературна премія імені Надії Попович                                          | 2001                      | | премія Надвірнянської районної ради |
| Премія імені Дмитра Нитченка                                                    | 2000                      | за пропаганду українського слова | премії недержавних організацій |
| Літературно-мистецька премія імені Марка Черемшини                              | 1999                      | за літературно-мистецьку діяльність, видавничу, просвітницьку і краєзнавчу роботу, що сприяють вихованню у дусі національної гордості і українського патріотизму | премія Снятинщини Івано-Франківської області |
| Премія імені Богдана Хмельницького                                              | 2009                      | за краще висвітлення військової тематики у творах літератури та мистецтва | премія Міністерства оборони України |
| Хмельницька міська премія імені Богдана Хмельницького                           | 2015                      | за вагомий внесок у розвиток літератури та журналістики, культури й мистецтва. | премія міської ради міста Хмельницького |
| Премія імені Івана Огієнка                                                      | 1995                      | у галузі літератури, культури, мистецтва й науки | заснована Всеукраїнським товариством Івана Огієнка, Житомирськими обласними державною адміністрацією та радою, Національною спілкою письменників України, Фондом сприяння розвитку мистецтв, Всеукраїнським товариством «Просвіта» імені Тараса Шевченка |
| Всеукраїнська літературна премія імені Василя Симоненка                         | 2012                      | номінації: «За найкращу першу поетичну збірку» (поетичний дебют) і «За найкращий художній твір» (поезія, проза, драма) | Черкаська обласна організація НСПУ й Національна спілка письменників України |
| Літературна премія імені Василя Симоненка                                       | 1987                      | за найкращу поетичну книжку, опубліковану упродовж останніх двох років | Заснована Національною спілкою письменників України |
| Літературна премія «Берег надії» імені Василя Симоненка                         | 1986                      | | |
| Премія імені Миколи Ушакова                                                     | 1995-2018                 | за «найкращі твори, які утверджують ідеали гуманізму та духовності, глибоко розкривають світосприймання народу та внутрішній світогляд нашого сучасника, роблять вагомий внесок розвиток поезії». | премії недержавних організацій |
| Закарпатська обласна літературна премія імені Федора Потушняка                  | 1995                      | за найкращі твори в жанрах: прози, поезії, драматургії, літератури для дітей, літературної критики і літературознавства за роман, повість, збірку творів, поему, п'єсу | премія Закарпатської області |
| Всеукраїнська літературна премія імені Олександра Олеся                         | 2002                      | за україномовні поетичні книжки лірики | заснована Сумським земляцтвом в Києві |
| Премія імені Г. Костюка                                                         |                           | | Інституту літератури імені Т. Шевченка НАН України |
| Літературна премія імені Михайла Стельмаха журналу «Вінницький край»            | 2006                      | за високохудожні твори, опубліковані в журналі протягом року. | спільна премія журналу «Вінницький край» та Вінницького земляцтва у місті Києві |
| Премія імені Соломії Павличко                                                   | 2001                      | | Інститут літератури імені Т. Шевченка НАН України |
| Літературна премія імені Павла Тичини                                           | 1973                      | за найкращу книгу поезії | премія Національної спілки письменників України |
| Літературно-мистецька премія імені Олени Пчілки                                 | 1991                      | за визначний оригінальний твір сучасного автора, впорядкування антологічного чи енциклопедичного видання для дітей, оригінальне навчальне видання, редакторську роботу, здобутки в багаторічному процесі перекладу творів світової класики для дітей українською мовою, творчість в ілюструванні національної літератури для дітей, просвітницьку діяльність серед дітей та підлітків | |
| Премія імені Василя Стуса                                                       | 1989                      | за особливий внесок в українську культуру та стійкість громадянської позиції | |
| Премія імені Марійки Підгірянки                                                 | 1991                      | за праці в галузі літератури, філософії, фольклору, етнографії та мистецтва, за вагомий внесок до національної духовної скарбниці. | заснована Івано-Франківським обласним об'єднанням Товариства «Просвіта» |
| Мистецька премія «Київ» ім. Є. Плужника                                         | 2001                      | | премія Київської міської державної адміністрації та Координаційної ради Національних творчих спілок України |
| Премія імені Дубова                                                             | 2011                      | За перші кроки в літературі | Заснована Рівненською організацією НСПУ |
| «Воїн Світла» (пам'яті Михайла Жизневського)                                    | 2015                      | «за книгу українського або білоруського автора, в якій діє благородний, сміливий герой, який бореться за справедливість, провіщає загальнолюдські цінності і є прикладом для наслідування» | |
| Міжнародна літературно-мистецька премія імені Миколи Сингаївського              |                           | | премія Українського фонду культури |
| Премія імені Анатолія Криловця                                                  | 2017                      | За вагомі твори високого ліричного змісту та звучання в номінаціях: «Любовна лірика» та «Філософська лірика» | Заснована НСПУ та Рівненською організацією НСПУ |